# Сіті Гартіна
Це ім'я — індонезійське; тут «Сіті Гартіна» — особисте ім'я, а прізвища у цієї людини немає.

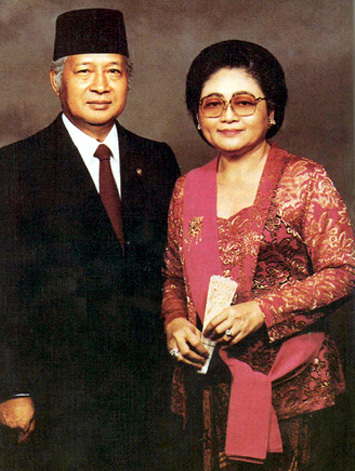
Сухарто і його дружина Сіті Гартіна

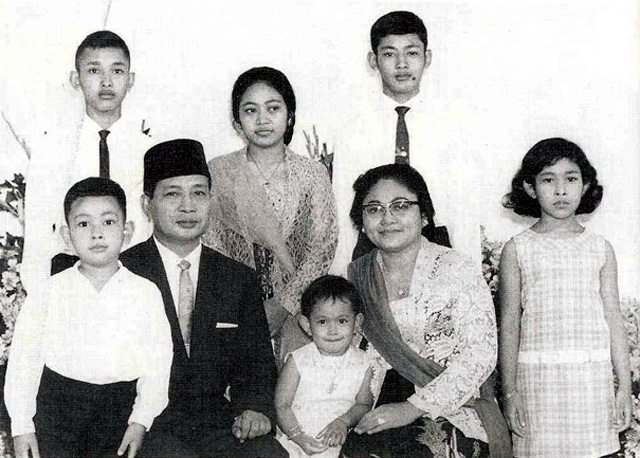
Сухарто та його дружина Сіті Гартіна зі своїми синами та доньками. Передній ряд: Хутомо Мандала Путра, Сухарто, Сіті Хутамі Енданг Адінінгсіх, Сіті Хартіна та Сіті Хедіати Харіяді. Задній ряд: Бамбанг Трихатмоджо, Сіті Хардіянті Хастуті та Сігет Харджоджуданто

Сіті Гартіна, також відома, як Тін Сухарто (індонез. Siti Hartinah; 23 серпня 1923, с. Ятен, Суракарта, Центральна Ява — 28 квітня 1996, Джакарта) — перша леді Індонезії (1967—1996), дружина Сухарто, військового і державного діяча, другого президента Республіки Індонезії.
Тін Сухарто визнана Національним героєм Індонезії. Вона користувалася особливою довірою чоловіка, мала значний вплив на вирішення багатьох актуальних економічних і політичних питань.

## Біографія
Народилася в родині знатної яванської сім'ї, яка віддалено родичалась з правителями князівства Мангкунегаран. Деякі дослідники заявляють, що її почесне звання Раден Аю було зарезервовано лише для вірних придворних або слуг (абді далему) суду Мангкунегара.
26 грудня 1947 вийшла заміж за Сухарто в традиційній яванській церемонії. Яванський звичай весілля передбачає, що сім'я нареченої має заплатити більшу частину витрат на одруження.
Сухарто стверджував, що шлюб спочатку не був романтичною любов'ю, але вони зрештою стали любити один одного, як це було досить поширеним для багатьох яванів цієї епохи. Через три дні після їхнього одруження Сіті Гартіна була прийнята Сухарто, щоб жити в його будинку Джогайкарта в Джалан Мербабу 2. Сіті Гартіна стає відомою в Індонезії як «Мадам Тянь». Багато яванців вважали її однією з головних причин власної сили Сухарто.
Вони прожили у шлюбі майже 50 років. В родині Сухарто та Сіті Гартіни було шестеро дітей:
1. Сіті Гардіянті Рукмана[en] (індонез. Siti Hardiyanti Rukmana, також відома як Тутут (індонез. Tutut); нар.. у 1949 році)
2. Сігет Харджоджуданто (індонез. Sigit Harjojudanto; нар.. в 1951 році)
3. Бамбанг Тріхатмоджо (індонез. Bambang Trihatmodjo; нар.. у 1953 році)
4. Сіті Гедіаті Гаріяді[id] (індонез. Siti Hediati Hariyadi, також відома як Тітик (індонез. Titiek); нар.. в 1959 році)
5. Хутомо Мандала Путра[en] (індонез. Hutomo Mandala Putra, також відомий як Томмі (індонез. Tommy), нар.. в 1962 році; у 2002 році засуджений до 15 років тюремного ув'язнення за фінансові махінації та організацію вбивства судді)
6. Сіті Хутамі Енданг Адінінгіш (індонез. Siti Hutami Endang Adiningish, також відома як Мамік (індонез. Mamiek), нар.. в 1964 році).

Також подружжя мали 11 онуків та декілька правнуків.
Похована разом з чоловіком у мавзолейному комплексі Astana Giribangun біля підніжжя гори Лаву на межі Центральної та Східної Яви.